# Борчашвили, Вахтанг
Вахта́нг Борчашви́ли (род. 1941, Джоколо, Ахметский район) — советский самбист и дзюдоист, чемпион и призёр чемпионатов СССР, победитель международных турниров, мастер спорта СССР международного класса.

## Биография
Родился в 1941 году в селе Джоколо Панкисского ущелья. Во время учёбы в школе занимался грузинской борьбой чидаоба и вольной борьбой. Окончил педагогический институт города Гори. В 1964 году начал заниматься самбо и дзюдо. В 1967 году он и  Бугдан Багакашвили стали первыми чеченскими дзюдоистами, которым было присвоено звание мастера спорта международного класса. С 1978 года работал старшим тренером в ДЮСШ Грозненского района.

## Спортивные результаты

### Самбо
- Чемпионат СССР по самбо 1967 года — ;
- Чемпионат СССР по самбо 1968 года — ;
- Летняя Спартакиада народов СССР 1971 года — ;

### Дзюдо
- Первенство мира 1966 года по дзюдо среди студентов (Прага, до 80 кг) — ;
- Победитель международных турниров по дзюдо во Франции (1968, 1970), Италии (1969), Японии (1970), Польше (1971).